# La bête s'éveille
Pour plus de détails, voir Fiche technique et Distribution.
La bête s'éveille (The Sleeping Tiger) est un film britannique réalisé par Joseph Losey, sorti en 1954.

## Synopsis
À Londres, le psychiatre Clive Esmond décide, avec l'accord de la police, d'héberger chez lui pour une durée de six mois, à titre de « travail d'intérêt général », un jeune voyou qui avait tenté de l'agresser dans la rue, Frank Clemmons, afin de l'étudier. L'épouse du docteur, Glenda, d'abord réticente, tombe peu à peu amoureuse de Frank...

## Fiche technique
- Titre : La bête s'éveille
- Titre original : The Sleeping Tiger
- Réalisateur et producteur : Joseph Losey (crédité Victor Hanbury), pour Insigna Film Productions
- Scénario : Carl Foreman et Harold Buchman (crédités ensemble Derek Frye), d'après un roman de Maurice Moiseiwitsch
- Directeur de la photographie : Harry Waxman
- Musique : Malcolm Arnold
- Directeur artistique : John Stoll
- Costumes : Evelyn Gibbs
- Montage : Reginald Mills
- Société de production : Victor Hanbury Productions et Sidney Cohn
- Pays de production :  Royaume-Uni et  États-Unis
- Genre : Drame et thriller
- Format : Noir et blanc
- Durée : 89 minutes
- Dates de sortie :
  - Royaume-Uni : 21 juin 1954
  - France : 5 juin 1955

## Distribution
- Dirk Bogarde : Frank Clemmons
- Alexis Smith : Glenda Esmond
- Alexander Knox : Le docteur Clive Esmond
- Hugh Griffith : L'inspecteur Simmons
- Patricia McCarron : Sally Foster, la servante
- Maxine Audley : Carol
- Glyn Houston : Bailey
- Harry Towb : Harry, le complice de Frank
- Russell Waters : Le directeur de 'Pearce & Mann'
- Billie Whitelaw : La réceptionniste de 'Pearce & Mann'
- Fred Griffiths : Le chauffeur de taxi
- Esma Cannon : La femme de ménage

## Commentaire
La bête s'éveille est le premier film britannique de Joseph Losey qui, victime du maccarthisme et mis sur la liste noire des indésirables à Hollywood, tentait de démarrer une seconde carrière en Europe, d'abord sous des pseudonymes, ici celui de Victor Hanbury. Les scénaristes, Carl Foreman et Harold Buchman, également sur cette liste noire, sont crédités sous le nom unique de Derek Frye. Par ailleurs, il s'agit du premier film de Dirk Bogarde pour Joseph Losey, qu'il retrouvera à quatre reprises par la suite, notamment dans The Servant en 1963. Enfin, notons que l'acteur canadien Alexander Knox se trouvait alors, lui aussi, sur la même liste noire.